# جزر مونتيبيلو
جزر مونتيبيلو (تعرف أيضا باسم جزر مونتي بيلو)، هي أرخبيل من حوالي 174 جزيرة صغيرة (تم تسمية حوالي 92 منها) تقع على بعد 20 كم (12 ميل) شمال جزيرة بارو و 130 كم (81 ميل) قبالة ساحل منطقة بيلبارا شمال غرب أستراليا. تشكل الجزر محمية بحرية تبلغ مساحتها 58331 هكتارًا (144139 فدانًا) تديرها وزارة البيئة والحفظ [الإنجليزية] في أستراليا الغربية. كانت الجزر موقعًا لثلاث تجارب بريطانية للأسلحة النووية في عامي 1952 و 1956.